# برايان وايلد
برايان وايلد (بالإنجليزية: Brian Wilde)‏ (و. 1927 – 2008 م) هو ممثل، من المملكة المتحدة، توفي عن عمر يناهز 81 عاماً.

## التعليم
تعلم في الأكاديمية الملكية للفنون المسرحية، في تخصص تمثيل.

## وصلات خارجية
- برايان وايلد على موقع IMDb (الإنجليزية)
- برايان وايلد على موقع ألو سيني (الفرنسية)
- برايان وايلد على موقع ميوزك برينز (الإنجليزية)
- برايان وايلد على موقع أول موفي (الإنجليزية)
- برايان وايلد على موقع قاعدة بيانات الفيلم (الإنجليزية)
- برايان وايلد على موقع كينوبويسك (الروسية)